# Pintor del Duomo

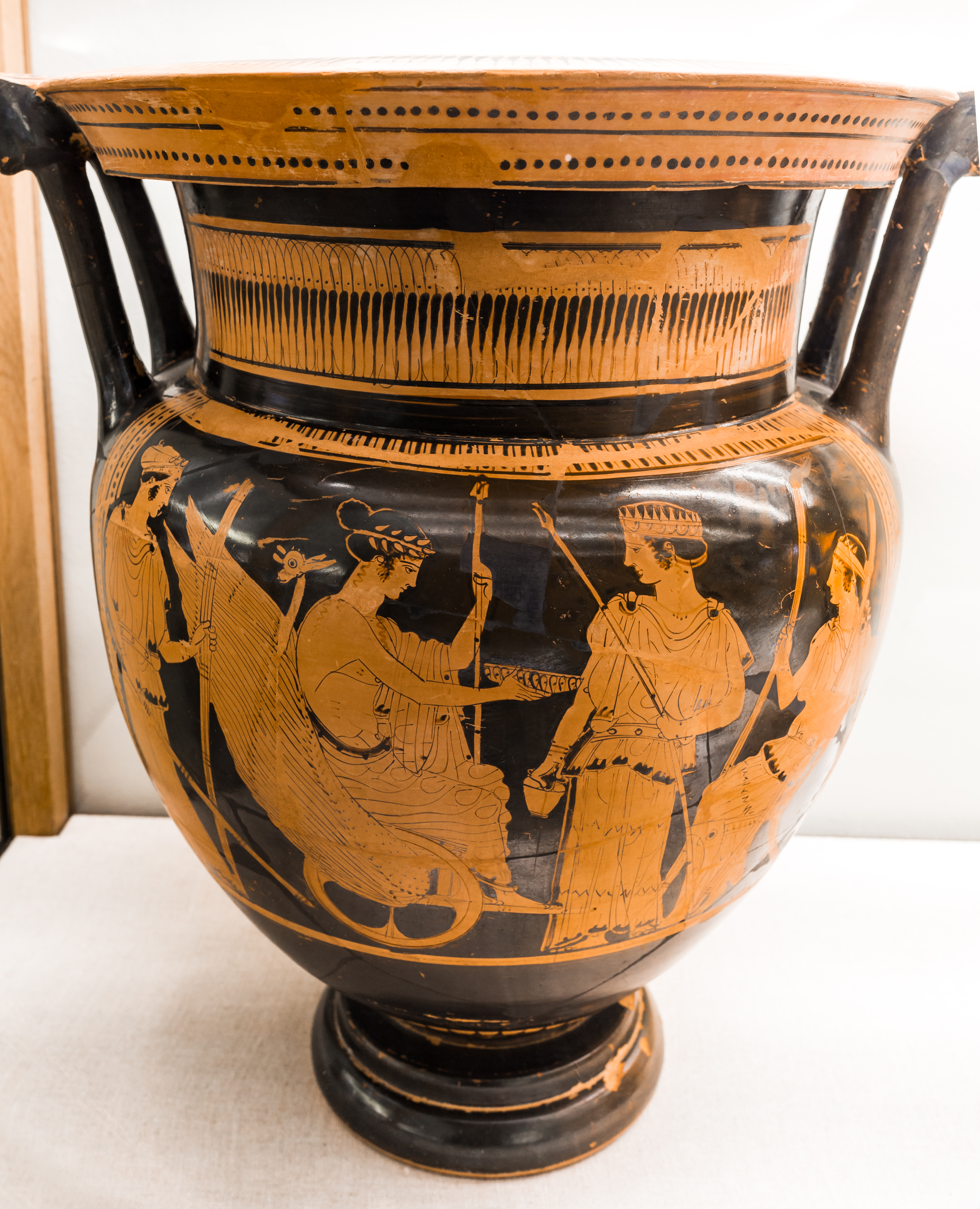
Crátera de columnas ática de figuras rojas, lado A: Perséfone (o sacerdotisa) de pie con 2 antorchas, Triptólemo con cetro y fíala sentado en su carro alado, Deméter (o Perséfone) con corona, cetro y enócoe, Hécate (o Deméter u otra diosa) con 2 antorchas encendidas sentada en una silla, c. 450-430 a. C, Museo Martin von Wagner L 529, Wurzburgo.

Pintor del Duomo es el nombre convenido para un pintor griego de vasos de figuras rojas activo aproximadamente entre 450 y 430/420 a. C.
El Pintor del Duomo, un manierista ático tardío, fue llamado así por el historiador del arte británico John Beazley en honor a la catedral de Agrigento (Sicilia), por el emplazamiento de su crátera de columnas decorada de figuras rojas que representan a un guerrero que parte a la guerra en el frente y a cuatro jóvenes con velo en el lado opuesto. Es el único vaso griego antiguo mencionado por Goethe. El poeta registró en su diario que él y sus compañeros de viaje fueron «transportados a tiempos anteriores gracias a un hermoso vaso de tamaño considerable». En el siglo XVIII, cuando la mayor parte de la rica cultura material de la antigua Agrigento aún se conservaba bajo tierra, se exhibían hallazgos ocasionales en la catedral de la ciudad. En la época de la visita de Goethe, además de la crátera, también se exhibía un sarcófago de mármol romano con una representación en relieve de Fedra y la muerte de Hipólito.
Este vaso griego, sin embargo, se hizo famoso no solo gracias a la publicidad que le dieron las guías locales, sino también gracias a las ilustraciones creadas por G. M. Pancrazi en su obra Antichità siciliane spiegate, publicada en Nápoles en 1752. Pancrazi relata que cerca de los salientes rocosos en el lado oeste de la ciudad, cerca de la Via Dante, en una de las muchas tumbas comunes ubicadas allí en la necrópolis, encontraron un hermoso vaso en muy buen estado. Johann Joachim Winckelmann, un famoso historiador de arte del siglo XVIII, señaló: «Este vaso es uno de los más magníficos y... uno de los más bellos vasos antiguos. Los vasos que he visto en Sicilia son, en general, finos y dan buen testimonio del gusto de los sicilianos y de la habilidad de quienes los fabricaron».
Se le atribuyen más de treinta vasos, incluyendo solo una crátera de campana, una hidria y quizás cuatro pélices, tres de los cuales tienen escenas rodeadas de un marco decorativo. Beazley le ha atribuyó 17 vasos, todos ellos de gran tamaño, incluyendo 14 cráteras de columnas Predominan sus escenas de mitológicas, entre las que también se encuentran historias míticas inusuales, como la historia de Orestes en Atenas. Entre sus obras más conocidas se encuentra una hidria de figuras rojas expuesta en el Museo Británico (Museo Británico E 191), datada entre el 440 y el 430 a. C., que representa a una mujer tocando el aulós, erotes, una compañía femenina y un hombre, probablemente su esposo.